# Snoavă
Snoava este o operă epică în proză de scurtă întindere și de factură umoristică, în care sunt ironizate defectele și/sau viciile omenești.
Este înrudită cu anecdota prin umor. Unii dintre eroii snoavelor românești sunt Păcală și Tândală.
Termenul are rădăcini comune cu vechiul slav „iz nova” - „din nou”; denumește o specie a literaturii populare, cu multiple și străvechi infiltrații în cea cultă, constînd într-o scurtă narațiune cu intenții umoristico-satirice, în care elementele realiste (și, uneori, naturaliste) sînt împinse cîteodată pînă la limita verosimilului, fără însă a se trece decît rareori la fantastic. Înrudită și cîteodată chiar împletită cu basmul și cu povestirea , ea circulă la noi sub diverse nume: anecdotă— care se deosebește de snoavă prin aceea că relatează mai ales fapte și întîmplări legate de persoane celebre; tradiție − al cărei „distinguo” îl constituie referirea la fapte istorice și sociale certe; poveste glumeață, palavră, taclale, glumă, deosebită de snoavă prin faptul că pune accentul pe întorsătura lexicală de spirit, pe simpla poantă finală, ca și bancurile etc. Mulțimea de sinonime parțiale atestă vechimea și circulația aproape fără egal a snoavei în întregul spațiu carpato-danubiano-pontic.